# Соловьевич, Стефан Иосифович
Стефа́н Ио́сифович Соловье́вич (1865 — после 1917) — член III Государственной думы от Минской губернии, священник.

## Биография
Православный.
По окончании Минской гимназии был псаломщиком, надзирателем Минского духовного училища. Затем был рукоположен в священники церкви местечка Новый Свержень Минского уезда. К моменту избрания в Думу состоял священником Городищской церкви Новогрудского уезда, а также благочинным 3-го округа и депутатом от духовенства на окружные и епархиальные съезды.
В 1907 году был избран членом III Государственной думы от Минской губернии. Входил во фракцию умеренно-правых, с 3-й сессии — в русскую национальную фракцию. Состоял членом комиссий: по вероисповедным вопросам, по делам православной церкви и чиншевой.
Судьба после 1917 года неизвестна. Был вдовцом.